# Бенојвил
Бенојвил (фр. Benoîtville) је насељено место у Француској у региону Доња Нормандија, у департману Манш.
По подацима из 2011. године у општини је живело 600 становника, а густина насељености је износила 72,38 становника/km².

## Демографија
| 1962. | 1968. | 1975. | 1982. | 1990. | 2011. |
| ----- | ----- | ----- | ----- | ----- | ----- |
| 363   | 336   | 320   | 416   | 443   | 600   |